# Lemonade (album)
Pour les articles homonymes, voir Lemonade.
Albums de Beyoncé
Beyoncé
(2013) Everything Is Love
(2018)
Singles
1. Formation
Sortie : 6 février 2016
2. Sorry
Sortie : 3 mai 2016
3. Hold Up
Sortie : 12 mai 2016
4. Freedom (ft. Kendrick Lamar)
Sortie : 9 septembre 2016
5. Daddy Lessons
Sortie : 18 novembre 2016
6. All Night
Sortie : 6 décembre 2016

Lemonade est le sixième album studio de la chanteuse américaine Beyoncé, sorti en 2016.
Il est sorti en avant-première le 23 avril 2016 sur Tidal en même temps que la diffusion d'un documentaire de 60 minutes sur HBO, avant de sortir le 25 avril 2016 partout dans le monde en téléchargement.
C'est un des albums les plus personnels de la chanteuse. Elle y raconte les phases par lesquelles elle est passée pour se reconstruire et reconstruire son couple après que Jay-Z, son mari et le père de ses enfants, l'a trompée.
L'album explore également son histoire et son ethnicité dans un prisme afroféministe, avec des références à de nombreuses autres œuvres comme Daughters of the Dust, premier film américain réalisé par une femme noire,.

## Histoire
L'album est autant visuel qu'auditif. En effet, il est construit comme une histoire. Il contient plusieurs chapitres qui constituent les étapes qu'elle a dû franchir pour revivre après la trahison. Et bout à bout, ces étapes présentées au début de chaque clip se suivent sur un chemin narratif cohérent et poétique. Les clips commencent tous par le numéro et le titre du chapitre correspondant, suivi par une partie parlée où la chanteuse raconte son ressenti, ses émotions durant cette phase.
- Chapitre premier : l'Intuition. Beyoncé commence à sentir la tromperie, son intuition lui dit que quelque chose cloche dans sa relation. On le voit avec la phrase : « You can taste the dishonesty/ It's all over your breath ». (« Tu as le goût du mensonge / Il est dans tout ton souffle ») qui introduit sa chanson Pray You Catch Me.
- Chapitre deux : le Déni. Introduisant sa chanson Hold Up dans laquelle elle raconte avoir tout essayé pour être plus belle, plus attirante, mieux que les autres avec lesquelles son mari l'a trompée.
- Chapitre trois : la Colère. Avec le titre Don't Hurt Yourself, où la colère l'a gagnée, et où elle le menace de le quitter mais aussi de lui faire du mal.
- Chapitre quatre : l'Apathie. Avec Sorry, musique dans laquelle elle dit ne pas être désolée et ne plus penser à lui.
- Chapitre cinq : le Vide. Avec 6 inch, où le son et les voix transcrivent l'irréalité et le vide qu'elle ressent.
- Chapitre six : Responsabilité. Avec la chanson Daddy Lessons, où elle se rappelle que son père lui a appris à être forte et s'affirmer.

## Sortie
À l'instar de son précédent album Beyoncé, la sortie de Lemonade a été tenue secrète jusqu'au 23 avril 2016.
Le titre de l'album a été inspiré par la grand-mère de Beyoncé, Agnéz Deréon, et par celle de son mari Jay-Z, Hattie White. À la fin du titre Freedom, on peut entendre un discours de Hattie White lors de la fête pour ses 90 ans en avril 2015 : « I had my ups and downs, but I always found the inner strength to pull myself up. I was served lemons, but I made lemonade », ce qui fait référence à l'expression « Quand la vie vous donne des citrons, faites de la citronnade ».

## Réception

### Réception commerciale
Lemonade s'est vendu à 653 000 exemplaires en une semaine. L'album a pris la première place du Billboard 200, devant The Very Best of Prince et Purple Rain de Prince. Il s’agit de la sixième fois, sur six albums, que la chanteuse débute à la première place. De plus, Beyoncé a réussi à placer la totalité des 12 titres de l’album dans le Billboard Hot 100, battant ainsi le record du plus grand nombre de chansons simultanées dans le classement pour une artiste féminine. Le single Formation est le premier à apparaître à la dixième place, suivi de Sorry, Hold Up et 6 Inch dans le top 20, et ainsi de suite jusqu’à la 63e place.

## Liste des titres
Crédits adaptés de Tidal
| Lemonade (audio) | Lemonade (audio)                           | Lemonade (audio) | Lemonade (audio)                                             | Lemonade (audio) | Lemonade (audio) | Lemonade (audio) | Lemonade (audio) | Lemonade (audio) | Lemonade (audio) |
| No               | Titre                                      | Auteur | Producteur(s)                                                | Durée            |                  |                  |                  |                  |                  |
| ---------------- | ------------------------------------------ | --- | ------------------------------------------------------------ | ---------------- | ---------------- | ---------------- | ---------------- | ---------------- | ---------------- |
| 1.               | Pray You Catch Me                          | Kevin Garrett, Beyoncé Knowles, James Blake | Garrett, Knowles                                             | 3:16             |                  |                  |                  |                  |                  |
| 2.               | Hold Up                                    | Thomas Wesley Pentz, Ezra Koenig, Knowles, Emile Haynie, Joshua Tillman, Uzoechi Emenike, Sean "Melo-X" Rhoden, Doc Pomus, Mort Shuman, DeAndre Way, Antonio Randolph , Kelvin McConnell, Brian Chase, Karen Orzolek, Nick Zinner | Diplo, Knowles, Koenig                                       | 3:41             |                  |                  |                  |                  |                  |
| 3.               | Don't Hurt Yourself (featuring Jack White) | Jack White, Knowles, Diana "Wynter" Gordon, James "Jimmy" Page, Robert Plant, John Paul Jones, John Bonham | White, Knowles, Derek Dixie (co.)                            | 3:54             |                  |                  |                  |                  |                  |
| 4.               | Sorry                                      | D. Gordon, Rhoden, Corey Jackson Carter, Knowles | Melo-X, Gordon, Knowles, Hit-Boy (co.), Stuart White (add.)  | 3:53             |                  |                  |                  |                  |                  |
| 5.               | 6 Inch (featuring The Weeknd)              | Abel Tesfaye, Knowles, Danny Schofield, Benjamin "Ben Billions" Diehl, Terius Nash, Ahmad Balshe, Jordan Asher, David Portner, Noah Lennox, Brian Weitz, Burt Bacharach, Hal David                                                | Danny Boy Styles, Ben Billions, Knowles, Boots, Dixie (add.) | 4:20             |                  |                  |                  |                  |                  |
| 6.               | Daddy Lessons                              | D. Gordon, Knowles, Kevin Cossom, Alex Delicata | Knowles, Dixie (co.), Delicata (co.)                         | 4:48             |                  |                  |                  |                  |                  |
| 7.               | Love Drought                               | Mike Dean, Ingrid Burley, Knowles | Dean, Knowles                                                | 3:57             |                  |                  |                  |                  |                  |
| 8.               | Sandcastles                                | Vincent Berry II, Knowles, Malik Yusef, Midian Mathers | Knowles, Vincent Berry , Boots (add.)                        | 3:03             |                  |                  |                  |                  |                  |
| 9.               | Forward (featuring James Blake)            | Blake, Knowles | Blake, Knowles                                               | 1:19             |                  |                  |                  |                  |                  |
| 10.              | Freedom (featuring Kendrick Lamar)         | Jonathan Coffer, Knowles, Carla Marie Williams, Dean McIntosh, Kendrick Duckworth, Frank Tirado, Alan Lomax, John Lomax, Sr. | Coffer, Knowles, Just Blaze, Boots (add.)                    | 4:50             |                  |                  |                  |                  |                  |
| 11.              | All Night                                  | Thomas Wesley Pentz, Knowles, Timothy Thomas, Theron Thomas, Ilsey Juber, Akil King, Jaramye Daniels, Andre Benjamin, Patrick Brown, Antwan Patton, Ricky Anthony                                                                 | Diplo, Knowles, Henry Allen (co.)                            | 5:22             |                  |                  |                  |                  |                  |
| 12.              | Formation                                  | Khalif Brown, Jordan Frost, Ashton Hogan, Michael Len Williams II, Knowles | Mike Will Made It, Knowles, Pluss (co.)                      | 3:26             |                  |                  |                  |                  |                  |
| 45:49            |                                            | |                                                              |                  |                  |                  |                  |                  |                  |

| 13. | Lemonade | Khalil Joseph, Knowles, Melina Matsoukas, Todd Tourso, Dikayl Rimmasch, Jonas Åkerlund, Mark Romanek | 1:05:22 |

## Samples
- Hold Up contient un sample de Can't Get Used to Losing You, écrit par Jerome "Doc" Pomus et Mort Shuman, interprété par Andy Williams[6].
- Don't Hurt Yourself contient un sample de When the Levee Breaks, écrit par James Page, Robert Plant, John Paul Jones et John Bonham, interprété par Led Zeppelin.
- 6 Inch contient un sample de Walk On By, écrit par Burt Bacharach et Hal David, interprété par Isaac Hayes, et une interpolation de My Girls, interprété par Animal Collective[1].
- Freedom contient un sample de Let Me Try, écrit par Frank Tirado, interprété par Kaleidoscope ; un sample de Collection Speech/Unidentified Lining Hymn, enregistré par Alan Lomax en 1959, interprété par le Révérend R.C. Crenshaw et un sample de Stewball, enregistré par Alan Lomax et John Lomax en 1947, interprété par Prisoner "22" au Mississippi State Penitentiary.

## Certifications
| Pays                       | Certification | Unités certifiées |
| -------------------------- | ------------- | ----------------- |
| Australie (ARIA)           | Platine       | 70 000            |
| Belgique (BEA)             | Or            | 15 000            |
| Brésil (Pro-Música Brasil) | Platine       | 40 000            |
| Canada (Music Canada)      | 2 × Platine   | 160 000           |
| Danemark (IFPI)            | Or            | 10 000            |
| États-Unis (RIAA)          | 4 × Platine   | 4 000 000         |
| France (SNEP)              | Or            | 50 000            |
| Italie (FIMI)              | Or            | 25 000            |
| Nouvelle-Zélande (RMNZ)    | Or            | 7 500             |
| Pologne (ZPAV)             | Platine       | 20 000            |
| Royaume-Uni (BPI)          | Platine       | 300 000           |
| Suède (GLF)                | Platine       | 40 000            |
| Suisse (IFPI)              | Or            | 10 000            |

## Historique de sortie
| Pays                                   | Date          | Format(s)                | Label                            |
| -------------------------------------- | ------------- | ------------------------ | -------------------------------- |
| Monde (dans certains pays ayant Tidal) | 23 avril 2016 | Streaming                | Parkwood Entertainment           |
| Monde                                  | 25 avril 2016 | Téléchargement Numérique | Parkwood Entertainment, Columbia |
| Monde                                  | 6 mai 2016    | CD, DVD                  | Parkwood Entertainment, Columbia |